# Liège-Bastogne-Liège 2021
Liège-Bastogne-Liège 2021 a fost ediția a 107-a a cursei clasice de ciclism Liège-Bastogne-Liège, cursă de o zi, care s-a desfășurat pe 25 aprilie 2021 și face parte din calendarul Circuitului mondial UCI 2020.

## Echipe participante
Întrucât Liège-Bastogne-Liège este un eveniment din cadrul Circuitului mondial UCI 2021, toate cele 19 echipe UCI au fost invitate automat și obligate să aibă o echipă în cursă. Șase echipe profesioniste continentale au primit wildcard.

### Echipe UCI World
| - AG2R Citroën Team - Astana-Premier Tech - Bora–Hansgrohe - Cofidis - Deceuninck–Quick-Step - EF Education-Nippo - Groupama–FDJ - Ineos Grenadiers - Intermarché-Wanty-Gobert Matériaux - Israel Start-Up Nation | - Lotto Soudal - Movistar Team - Team Bahrain Victorious - Team BikeExchange - Team DSM - Team Jumbo–Visma - Team Qhubeka Assos - Trek-Segafredo - UAE Team Emirates |  |

### Echipe continentale profesioniste UCI
| - Alpecin-Fenix - Arkéa-Samsic - Bingoal-WB | - Gazprom-RusVelo - Sport Vlaanderen-Baloise - Total Direct Énergie |  |

## Rezultate
| Loc | Concurent             | Echipă                | Timp       |
| --- | --------------------- | --------------------- | ---------- |
| 1   | Tadej Pogačar         | UAE Team Emirates     | 6h 39' 26" |
| 2   | Julian Alaphilippe    | Deceuninck–Quick-Step | +0"        |
| 3   | David Gaudu           | Groupama–FDJ          | +0"        |
| 4   | Alejandro Valverde    | Movistar Team         | +0"        |
| 5   | Michael Woods         | EF Pro Cycling        | +0"        |
| 6   | Marc Hirschi          | Team Sunweb           | +7"        |
| 7   | Tiesj Benoot          | Team Sunweb           | +7"        |
| 8   | Bauke Mollema         | Trek-Segafredo        | +7"        |
| 9   | Maximilian Schachmann | Bora–Hansgrohe        | +9"        |
| 10  | Matej Mohorič         | Bahrain–McLaren       | +9"        |

## Legături externe
- Site web oficial